# Jacobaea

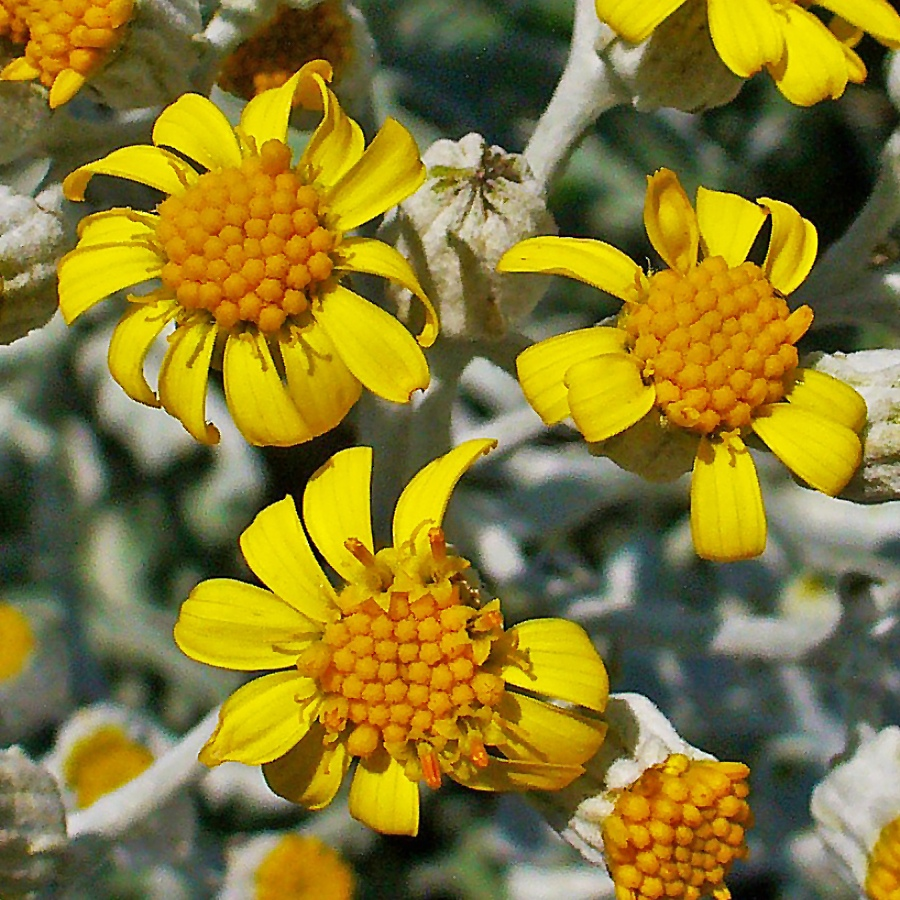
Jacobaea maritima

A Jacobaea a fészkesvirágzatúak (Asterales) rendjébe és az őszirózsafélék (Asteraceae) családjába tartozó nemzetség.
A Jacobaea nemzetségbe sorolt fajok, korábban az aggófüvek (Senecio) nemzetségébe tartoztak.

## Rendszerezés
A nemzetségbe az alábbi 41 faj tartozik (Meglehet, hogy a lista nem teljes):
- Jacobaea abrotanifolia (L.) Moench
- Jacobaea adonidifolia (Loisel.) Pelser & Veldkamp
- Jacobaea alpina (L.) Moench
- Jacobaea ambigua (Biv.) Pelser & Veldkamp
- Jacobaea andrzejowskyi (Tzvelev) B.Nord. & Greuter
- Jacobaea aquatica (Hill) "G.Gaertn., B.Mey. & Scherb." - [halott link]
- Jacobaea argunensis (Turcz.) B.Nord.
- Jacobaea arnautorum (Velen.) Pelser
- Jacobaea auricula (Bourg. ex Coss.) Pelser
- Jacobaea boissieri (DC.) Pelser
- Jacobaea borysthenica (DC.) B.Nord. & Greuter
- Jacobaea buschiana (Sosn.) B.Nord. & Greuter
- Jacobaea candida (C.Presl) B.Nord. & Greuter
- Jacobaea cilicia (Boiss.) B.Nord.
- Jacobaea delphiniifolia (Vahl) Pelser & Veldkamp
- Jacobaea erratica (Bertol.) Fourr.
- keskenylevelű aggófű (Jacobaea erucifolia) (L.) "P.Gaertn., B.Mey. & Schreb."
- Jacobaea ferganensis (Schischk.) B.Nord. & Greuter
- Jacobaea gallerandiana (Coss. & Durieu) Pelser
- Jacobaea gibbosa (Guss.) B.Nord. & Greuter
- Jacobaea gigantea (Desf.) Pelser
- Jacobaea gnaphalioides (Sieber ex Spreng.) Veldkamp
- Jacobaea incana (L.) Veldkamp
- Jacobaea inops (Boiss. & Balansa) B.Nord.
- Jacobaea leucophylla (DC.) Pelser
- Jacobaea lycopifolia (Poir.) Greuter & B.Nord.
- Jacobaea maritima (L.) Pelser & Meijden - [halott link]
- Jacobaea maroccana (P.H.Davis) Pelser
- Jacobaea minuta (Cav.) Pelser & Veldkamp
- Jacobaea mollis (Willd.) B.Nord.
- Jacobaea mouterdei (Arènes) Greuter & B.Nord.
- Jacobaea othonnae (M.Bieb.) C.A.Mey.
- mocsári aggófű (Jacobaea paludosa) (L.) G.Gaertn., B.Mey. & Scherb. - [halott link]
- Jacobaea persoonii (De Not.) Pelser
- Jacobaea samnitum (Nyman) B.Nord. & Greuter
- Jacobaea sandrasica (P.H.Davis) B.Nord. & Greuter
- Jacobaea schischkiniana (Sofieva) B.Nord. & Greuter
- Jacobaea subalpina (W.D.J.Koch) Pelser & Veldkamp
- Jacobaea trapezuntina (Boiss.) B.Nord.
- Jacobaea uniflora (All.) Veldkamp
- Jacobaea vulgaris Gaertn. - [halott link], [halott link]